# Biergarten

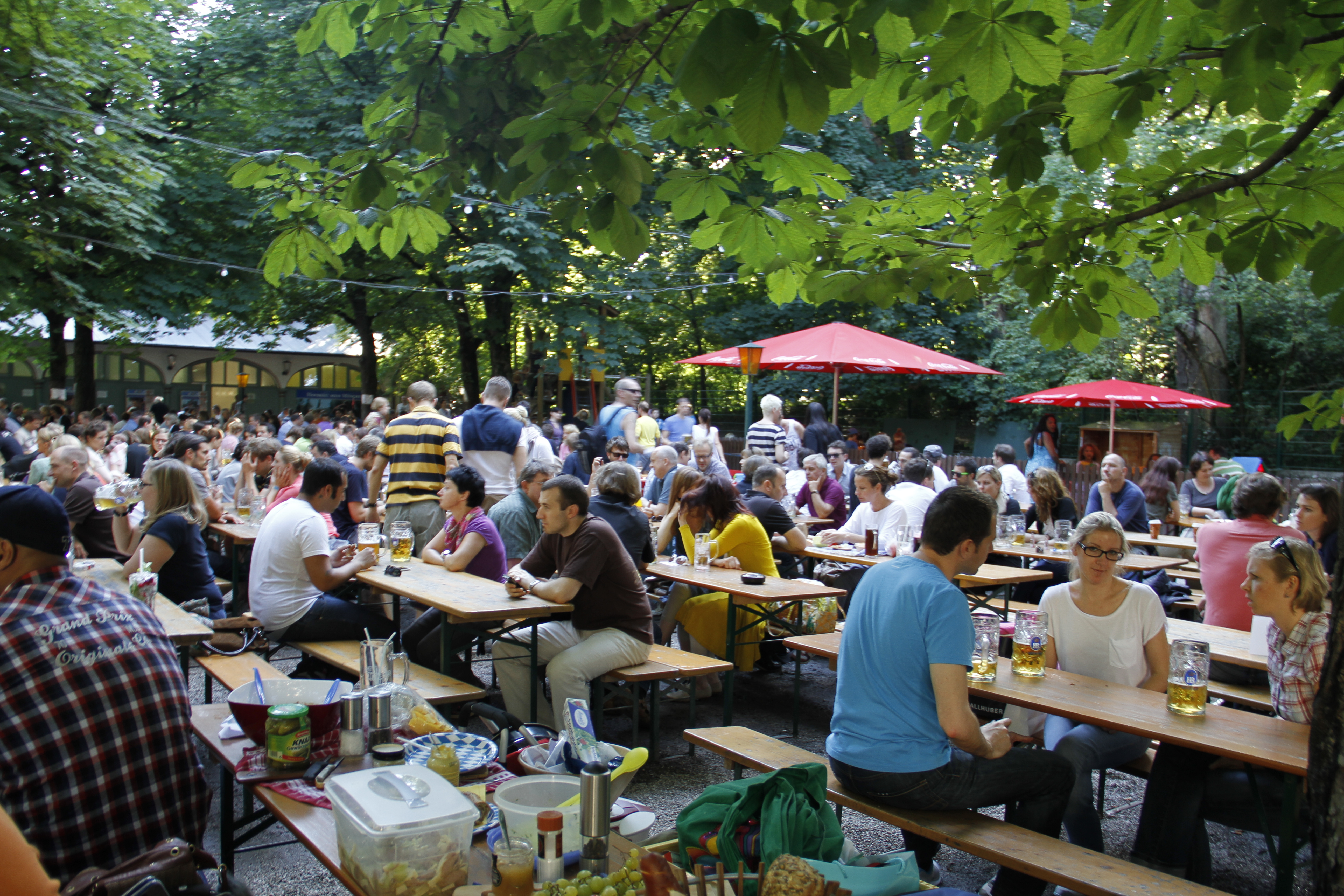
Traditioneller Biergarten am Hofbräukeller in München

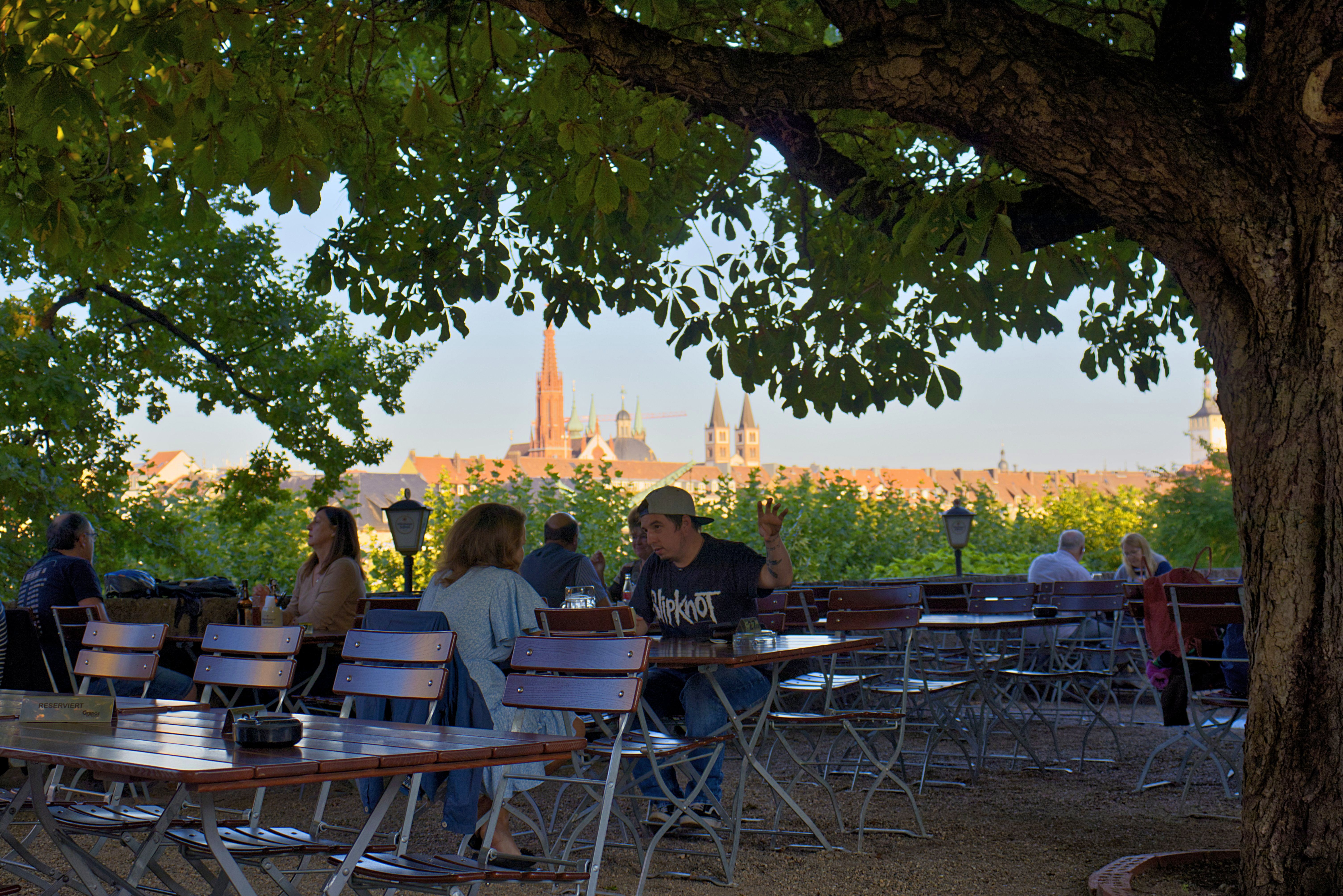
Biergarten am Viehmarkt in Würzburg

Der Biergarten (regional auch Bierkeller und „auf dem Bierkeller“ genannt) entstand aus dem Ausschank von Bier durch den Brauer aus einem Bierkeller ohne das für den Betrieb einer Schänke erforderliche Krugrecht. Der Ausschank aus den Kellern wurde erstmals 1812 im Isarkreis, später zu Oberbayern offiziell zugelassen. Diese Entstehung prägt das bestehende Erscheinungsbild eines traditionellen Biergartens in Bayern, in dem der Gast unter Schatten spendenden Bäumen sitzt und seine Speisen selbst mitbringen darf.
Im weiteren Sinn wird die Bezeichnung „Biergarten“ auch für andere gastronomische Einrichtungen im Freien verwendet, die in Bayern und in Österreich Wirtsgarten oder Gastgarten genannt werden.

## Entwicklung

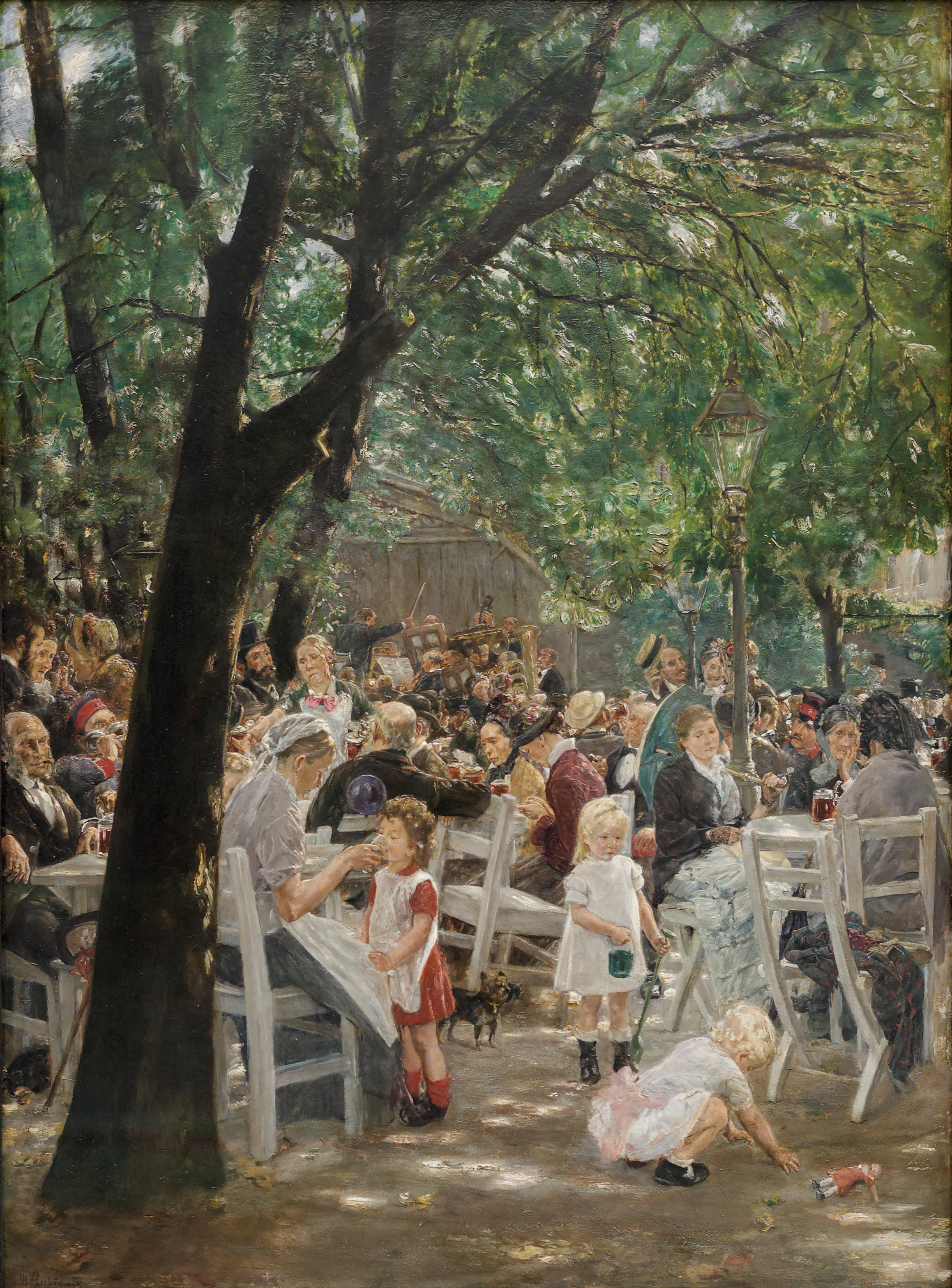
Max Liebermann: Münchner Biergarten, 1884

Das damals vorwiegend getrunkene untergärige Bier konnte nur in den kalten Monaten hergestellt werden, da die Gärung bei Temperaturen zwischen vier und acht Grad erfolgen musste (ebenso die Lagerung – das nicht-pasteurisierte Bier wurde bei höheren Temperaturen schnell schlecht). Um über den Sommer Bier zu lagern, legten Münchner Bierbrauer in den Flussterrassen der Isar tiefe Bierkeller an, in denen man das Bier ganzjährig mit Eis kühl halten konnte. Daher stammt die Konzentration der Biergärten an der Schwanthalerhöhe und in Haidhausen. Um die Durchschnittstemperatur des Lagers weiter zu senken, streute man auf dem Boden des Hangs Kies und pflanzte Kastanien, die im Sommer Schatten werfen. Die flachen Wurzeln der Kastanien schädigten außerdem das Kellergewölbe nicht.

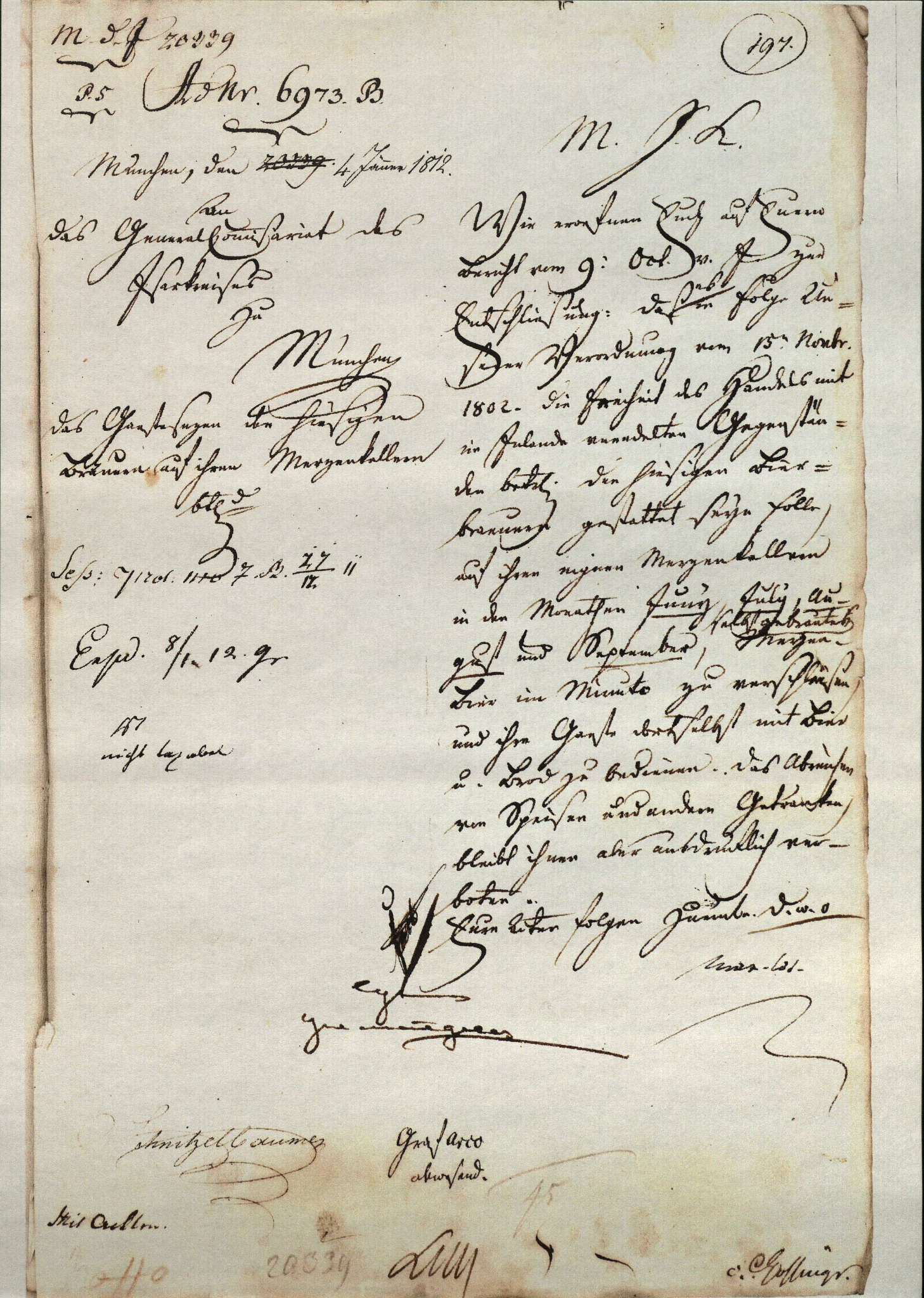
Dekret Maximilian I. vom 4. Januar 1812 mit der Erlaubnis, Bier von den Kellern auszuschenken

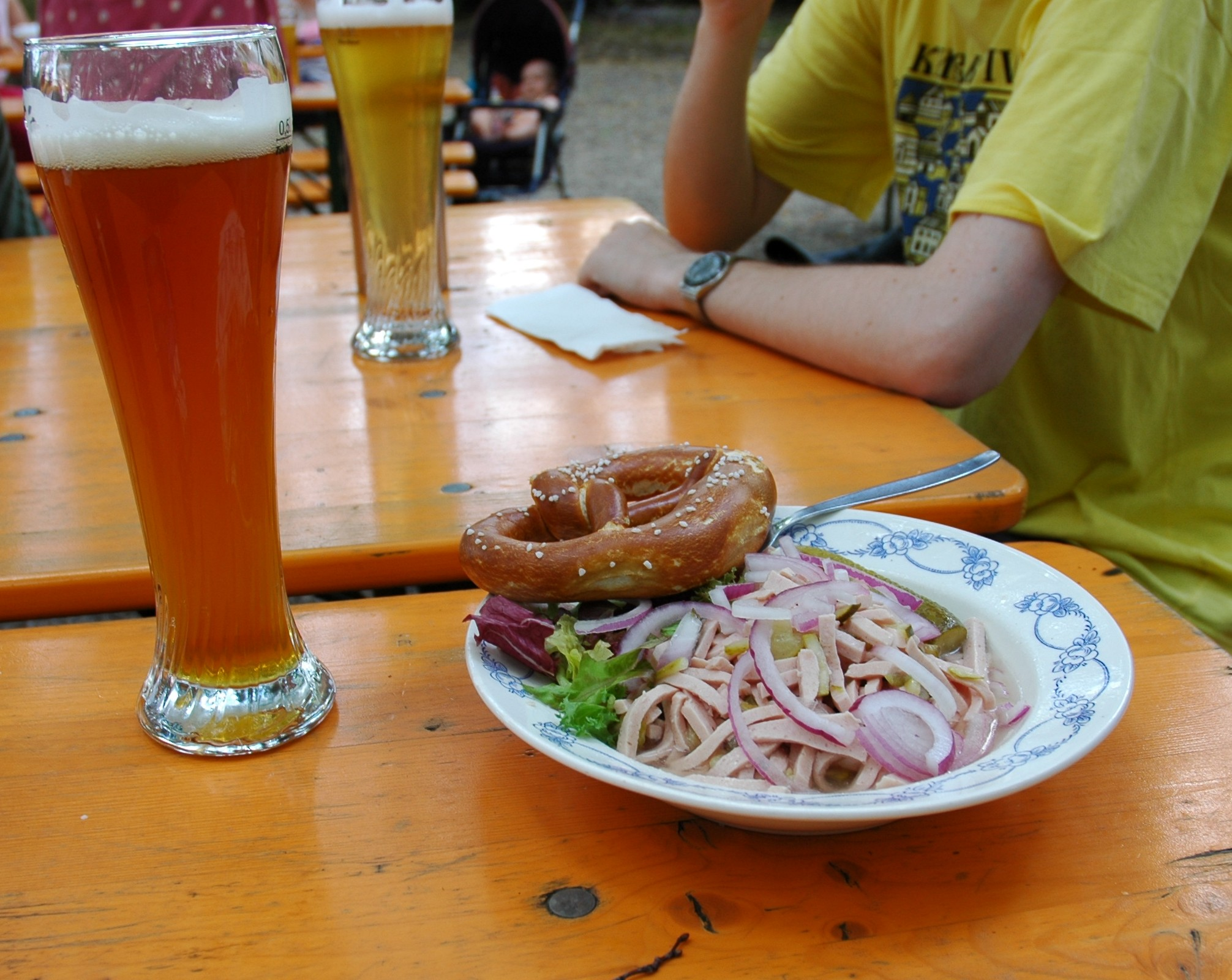
Brotzeit im Biergarten

Bis 1799 war es den Münchner Brauern allerdings zumeist verboten, bei ihren Lagerkellern Bier auszuschenken. Ähnlich wie bei Straußwirtschaften durften sie dort nur in der durch einen grünen Kranz anzuzeigenden Zeit des Sommerbierausschanks Bier direkt abgeben. Hierzu stellte man einfache Bänke und Tische unter die Bäume. Diese Plätze wurden bald ein beliebtes Ausflugsziel der Münchner, sehr zum Verdruss der kleineren in München verbliebenen Bierbrauer. Um der zunehmenden Abwanderung von Gästen entgegenzuwirken, traten sie über den Generalkommissär des Isarkreises an König Maximilian I. heran, der in einem Rescript vom 4. Januar 1812 verfügte, dass die Bierkeller im Isarkreis rund um München weiterhin Ausschank betreiben, jedoch keine Speisen außer Brot servieren durften.

„Den hiesigen Bierbrauern gestattet seyn solle, auf ihren eigenen Märzenkellern in den Monaten Juni, Juli, August und September selbst gebrautes Merzenbier in Minuto zu verschleißen, und ihre Gäste dortselbst mit Bier u. Brod zu bedienen. Das Abreichen von Speisen und anderen Getränken bleibt ihnen aber ausdrücklich verboten.“

Von diesen Kellerbiergärten sind noch der Augustiner-Keller, der Paulaner am Nockherberg sowie der Hofbräukeller erhalten. Die Keller von Bürgerbräukeller und Franziskaner bilden heute die Tiefgaragen der Motorama- und Franziskanerhof-Komplexe.
1825 wurde das bayerische Gewerberecht liberalisiert, wodurch bisher reine Schankbetriebe das Recht zur Abgabe von Speisen erlangten. Zeitgleich wurden im Biedermeier die großen öffentlichen Gärten und Parks in München ausgebaut. So entstanden eine Vielzahl von Gartenwirtschaften in der Stadt und vor den Mauern, die zu beliebten Ausflugszielen wurden. Einige gingen aus Jagd- und Forsthäusern hervor, andere aus Poststationen oder Schwaigen. Vor der Stadt wurden „Tanzsäle, Unterhaltungsplätze, Kegelbahnen, Karussells, Arkaden lauschige Lauben und schattige Baumgruppen“ errichtet. In der Folge verschwamm der Unterschied zwischen den traditionellen Kellerwirtschaften und den Gartenwirtschaften. Inzwischen bezeichnen Wirte überall in Deutschland und auch in touristischen Regionen in aller Welt Schankflächen im Freien als „Biergarten“.
Die Tradition, dass der Gast seine Brotzeit in den Biergarten selbst mitbringt und nur die Getränke erwirbt, hat sich insbesondere in Oberbayern rund um München und in Bierfranken erhalten, vereinzelt auch im (zeitweilig bayerischen) österreichischen Salzburg. Dort gibt es manchmal einen Bereich des Gartens, in dem am Tisch bedient wird und wo keine eigene Brotzeit mitgebracht werden darf. Im eigentlichen Biergartenbereich, der sich oft durch andere Tische – meist Biergarnituren – abhebt, können mitgebrachte oder im Biergarten erworbene Speisen verzehrt werden. Hierzu gibt es in der Regel neben einer Schenke für die Getränke, je nach Größe des Biergartens, eine oder mehrere Buden, die einfache Speisen wie Brezen, Radieschen, Obatzten oder Wurstsalat verkaufen, manchmal auch warme Gerichte wie Hendl oder Steckerlfisch.

## Bedeutung
Die Bayerische Staatsregierung spricht dem traditionellen Biergarten in der Bayerischen Biergartenverordnung eine wichtige soziale Funktion zu. Biergärten seien „beliebter Treffpunkt breiter Schichten“ der Gesellschaft und ermöglichten soziale Unterschiede zu überwinden. Da die Biergärten in den Augen der Regierung für die Verdichtungsgebiete ein Naherholungsziel darstellen, definiert die Biergartenverordnung einige Ausnahmen für traditionelle Biergärten in Hinsicht auf Nachtruhe und Lärmschutz.
Im Zusammenhang der Debatten um die Biergärten, die zu der Bayerischen Biergartenverordnung führten, weist die Volkskundlerin Birgit Speckle darauf hin, dass die Vorstellung des soziale Unterschiede überwindenden, geselligen Biergenusses ein populäres Stereotyp des 19. Jahrhunderts sei. Dabei würden jedoch Brüche ausgeblendet und unlogische Schlüsse gezogen. Dem stehen jedoch zeitgenössische Quellen gegenüber, in denen auswärtige Besucher Münchens oder neu Zugezogene darüber berichten, wie Münchner am Biertisch über alle Standesgrenzen hinweg kommunizieren. Für die Biedermeierzeit könne man feststellen, dass sie in München anders verlaufe als in anderen deutschen Städten oder Wien, so dass der Volkskundler Volker D. Laturell von der „Verwischung von Standesunterschieden im Wirtshaus oder im Biergarten“ spricht. Er schränkt dies mit Quellen aus dem 19. Jahrhundert allerdings auf das Bürgertum und die Arbeiterschaft ein, die Oberschicht war nur bei besonderen Anlässen wie Gartenfesten vertreten.

## Bekannte Biergärten in und um München

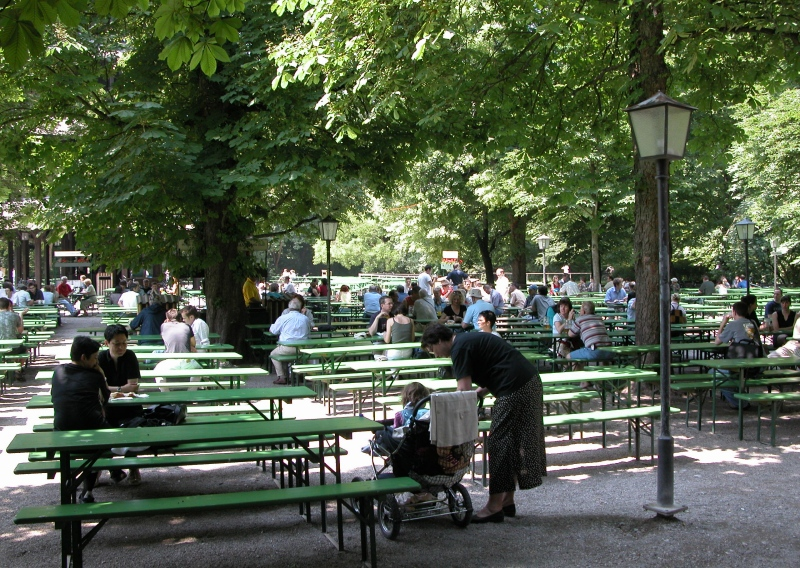
Biergarten am Chinesischen Turm im Englischen Garten

Der größte traditionelle Biergarten der Welt ist der Münchner Hirschgarten. Der bei Münchnern und Touristen bekannteste und zugleich zweitgrößte Biergarten liegt im Englischen Garten am Chinesischen Turm. An zentraler Stelle in der Stadt befindet sich im Viktualienmarkt ein Biergarten. Der Biergarten auf dem Nockherberg ist durch die Paulaner-Fernsehwerbung bundesweit bekannt geworden.
Im Landkreis München liegen die Kugler Alm bei Oberhaching, die für sich die Erfindung des Radlers beansprucht, und die Waldwirtschaft Großhesselohe bei Pullach, die durch die Biergartenrevolution überregional bekannt wurde, weil anhand der Auseinandersetzungen über Lärmschutz in ihrer Nachbarschaft die Biergartenverordnung und die Definition eines traditionellen Biergartens entwickelt wurden.
Bekannt sind Biergärten, die zu Klöstern gehören, wie Kloster Andechs und Kloster Weltenburg. Dort sind häufig Brauerei und Biergarten in unmittelbarer Nähe gelegen.

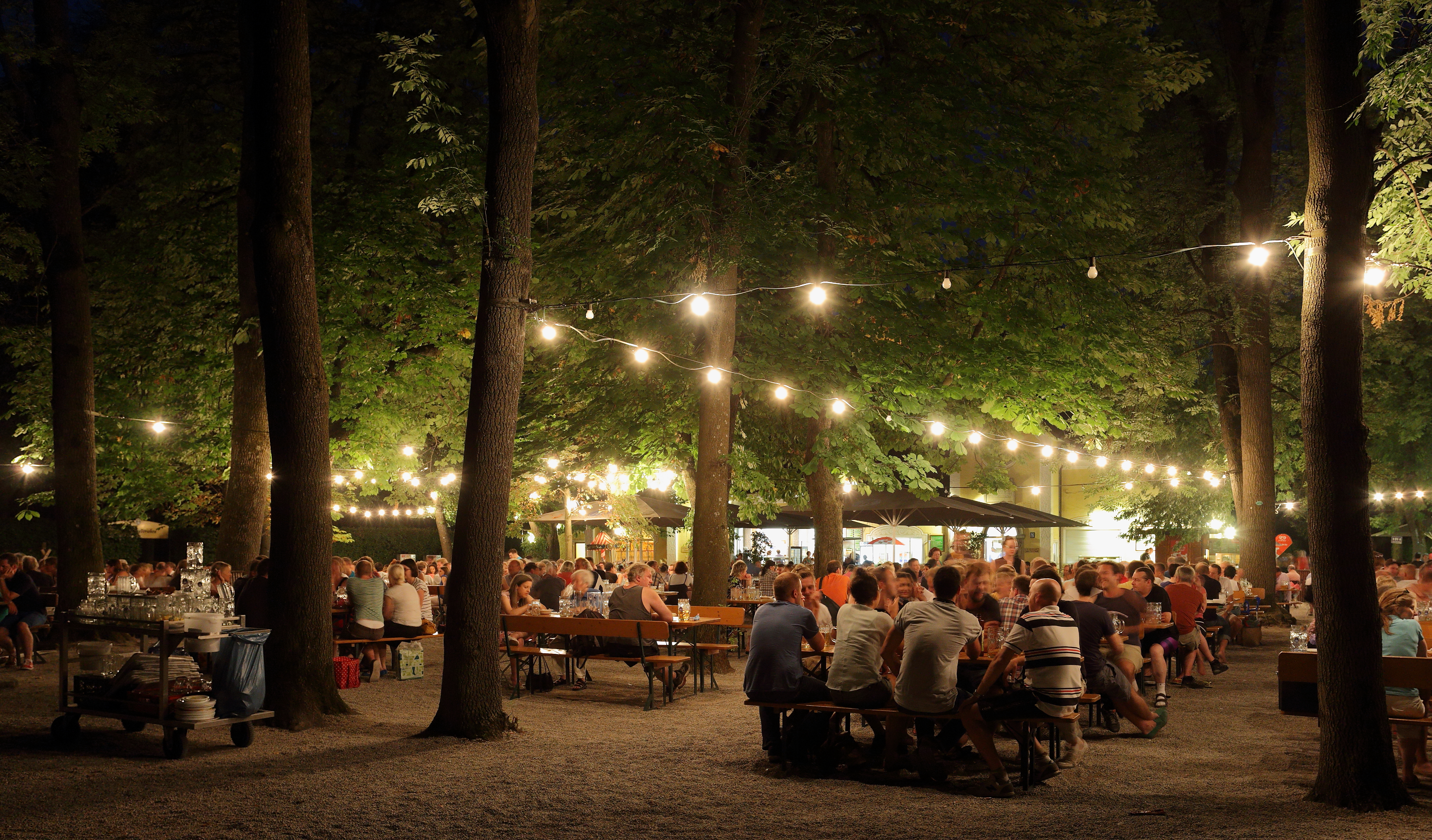
Der Münchner Taxisgarten bei Nacht